# Trai hư

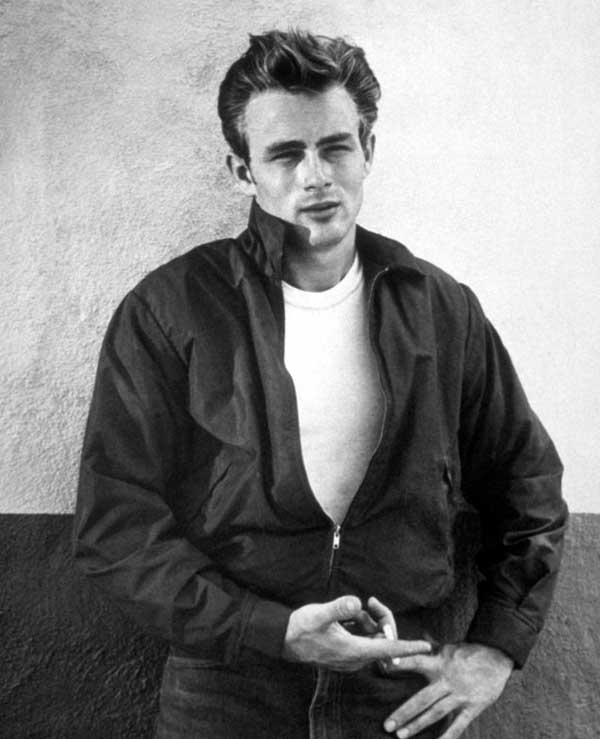
Jim Stark, nhân vật của James Dean trong Rebel Without A Cident, được coi là một ví dụ về kiểu mẫu trai hư.

Trai hư (bad boy) là một kiểu mẫu được nhiều người học theo, trong tiếng Việt có cách gọi phổ biến và bình dân khác là trai đểu, gã tồi, kẻ vô lại là một người đàn ông cư xử tồi tệ, đặc biệt là trong các chuẩn mực xã hội. Kiểu mẫu "bad boy" được mô tả bởi Kristina Grish trong cuốn sách Addickted của cô là "một kẻ lừa tình không thể cưỡng lại sự hấp dẫn, người có khả năng khiến phụ nữ phát cuồng" với "thái độ laissez-faire về cuộc sống và tình yêu". Một bài báo trên The Independent đã so sánh thuật ngữ "trai hư" với những người đàn ông có sự kết hợp đặc điểm tính cách đặc biệt, đôi khi được gọi là Bộ ba đen tối ("dark traid") và báo cáo rằng một nghiên cứu cho thấy những người đàn ông như vậy có khả năng sành sỏi về các vấn đề tình dục như một gã khách làng chơi, một tay sở khanh chính hiệu. Những gã đểu cáng trâng tráo là hiện thân của nguyên mẫu mặt tối nội tâm, đối lập với nguyên mẫu mặt nạ xã hội trong lốt của một người đàn ông tốt.